# جين ديتش
يوجين ميريل ديتش (بالإنجليزية: Eugene Merril Deitch)‏ (و.8 أغسطس 1924 في شيكاغو- 16 أبريل 2020 في براغ) رسام رسوم متحركة أمريكي، وفنان كوميدي، ومخرج سينمائي. استقر في براغ، التشيك منذ عام 1959، اشتهر ديتش برسم رسوم متحركة مثل مونرو وTom Terrific وNudnik، بالإضافة إلى عمله في سلسلة باباي، وتوم وجيري.

## جوائز
- فاز فيلمه «مونرو»، الذي يدور عن فتى صغير اختير عن طريق الخطأ للانضمام للجيش، بجائزة أوسكار عن أفضل فيلم رسوم متحركة قصير عام 1961.
- حصل على جائزة وينسر مكاي في عام 2003، عن معظم أعمال الرسوم المتحركة التي عملها.[8]

## وصلات خارجية
- جين ديتش على موقع IMDb (الإنجليزية)
- جين ديتش على موقع ألو سيني (الفرنسية)
- جين ديتش على موقع ميوزك برينز (الإنجليزية)
- جين ديتش على موقع أول موفي (الإنجليزية)
- جين ديتش على موقع قاعدة بيانات الأفلام السويدية (السويدية)
- جين ديتش على موقع قاعدة بيانات الفيلم (الإنجليزية)
- جين ديتش على موقع كينوبويسك (الروسية)